# Roots Magic
I Roots Magic sono un gruppo musicale italiano di jazz attivo dal 2011 composto da Errico De Fabritiis ai sassofoni, Alberto Popolla ai clarinetti, Fabrizio Spera alla batteria e Gianfranco Tedeschi al contrabbasso.
Il gruppo ha pubblicato tre dischi, Hoodoo Blues And Roots Magic, Last Kind Words e Take Root Among The Stars, con la casa discografica portoghese Clean Feed Records e ha partecipato a trasmissioni radiofoniche, tra cui Radio3 Suite.